# II-29
Die II-29 (bulgarisch Републикански път ІІ-29 Republikanski pat II-29, „Republikstraße II-29“) ist eine Hauptstraße (zweiter Ordnung) in Bulgarien.

## Verlauf
Die Straße zweigt im Westen von Warna (bulgarisch Варна) von der Straße I-2 ab, quert sogleich die Autobahn Awtomagistrala Hemus (A 2) und führt generell nach Norden über Aksakowo (bulgarisch Аксаково) und Stoscher (Стожер) zur Ringstraße von Dobritsch (bulgarisch Добрич) II-97, der sie die Stadt östlich umgehend folgt. Im Norden von Dobritsch trennt sie sich in einem Kreisverkehr von der Ringstraße und führt nach Nordosten über die Kleinstadt General Toschewo (bulgarisch Генерал Тошево) nach Kardam (Кардам) und von dort zur Grenze zwischen Bulgarien und Rumänien, die hinter Jowkowo erreicht wird. An der Grenze (Granitschen Kontrolno Propuskwatelen Punkt „Kardam“) geht die Straße in die rumänische Straße Drum național 38 (zugleich Europastraße 675) über, die über  Negru Vodă nach Agigea südlich von Constanța führt.